# روبرت ألفرد ثيوبالد
روبرت ألفرد ثيوبالد (بالإنجليزية: Robert Alfred Theobald)‏ هو ضابط أمريكي، ولد في 25 يناير 1884 في سان فرانسيسكو في الولايات المتحدة، وتوفي في 13 مايو 1957 في بوسطن في الولايات المتحدة.